# Tmarus prognathus
Tmarus prognathus är en spindelart som beskrevs av Eugène Simon 1929. 
Tmarus prognathus ingår i släktet Tmarus och familjen krabbspindlar. Inga underarter finns listade i Catalogue of Life.